# Politechnik Kijów
Politechnik Kijów (ukr. Студентський спортивний клуб «Політехнік» Київ) – ukraiński klub hokejowy z siedzibą w Kijowie.

## Historia
Klub został założony jako KPI Kijów i prezentował Politechnikę Kijowską (Kijowski Politechniczny Instytut). Od początku Mistrzostw Ukrainy uczestniczył w jej rozgrywkach. W 1996 zmienił nazwę na Politechnik Kijów. W latach 1996–2000 nazywał się Politechnik-Jasia Kijów, a od sezonu 2002/03 SSK Politechnik Kijów.
W sezonie 1995/96 połączył się z klubem Kryżynka Kijów i pod nazwą Ldynka-KPI Kijów występował w Wschodnioeuropejskiej Hokejowej Ligi.
Również w latach 1993–2004 występował w ukraińskiej Wyższej Lidze.

## Sukcesy
- Brązowy medal Mistrzostw Ukrainy (2 razy): 1998, 2000